# Ulukışla, Niğde
Ulukışla là một xã thuộc huyện Altunhisar, tỉnh Niğde, Thổ Nhĩ Kỳ. Dân số thời điểm năm 2011 là 981 người.